# Väinö Linna
Väinö Linna (Urjala, 20 december 1920 - Tampere, 21 april 1992) was een Fins auteur, die vooral bekend is vanwege zijn romans Tuntematon sotilas (1954, De Onbekende Soldaat) en Täällä Pohjantähden alla (1959-1963, Hier onder de Poolster).
Het sociale realisme van Linna heeft een diepgaande invloed gehad in het Fins sociaal, politiek en cultureel leven. Zijn beide romans zijn tweemaal verfilmd. 

## Leven
Väinö Linna was de zevende van tien kinderen van Maija Nyman (1888-1972) en Vihtori Linna (1874-1928). Vihtori was de plaatselijke slager van Urjala. Hij overleed op 1 maart 1928 na een langdurig ziekbed. Na zes jaar basisschool verhuisde Väinö naar Tampere, waar familieleden voor hem een baan in een textielfabriek geregeld hadden.
In 1941, tijdens de Vervolgoorlog, was Linna leider van een regiment soldaten. Twee jaar later werd hij naar Miehikkälä gestuurd voor een training tot aan het eind van de oorlog. Tijdens de oorlog schreef hij een verslag over de opmars van zijn regiment en de gevechten die zij tegen de Russen voerden. Hij stuurde het verslag hoopvol naar de uitgeverij Werner Söderström in Helsinki, maar het werd afgewezen.
Na de oorlog begon Linna zich te verdiepen in literatuur, als lezer en als schrijver. Hoewel het zijn voornaamste doel was om een roman te schrijven, schreef hij ook gedichten, die hij samenvoegde tot een bundel die hij naar een uitgeverij stuurde. Opnieuw slaagde hij er niet in om de uitgeverij voor zijn werk te interesseren, en dus besloot hij om geen dichter te worden. In 1947 lukte het Linna om zijn eerste roman Päämäärä (Het doel) te publiceren, wat hem toegang verschafte tot de literaire kringen.
In 1954 werd Linna's boek Tuntematon sotilas gepubliceerd. Het verhaal over een groep jonge Finse soldaten zwengelde het debat over de interpretatie van de Vervolgoorlog weer aan. Linna's reputatie groeide snel en het jaar na de publicatie verscheen er al een verfilming.
Dankzij het succes van Tuntematon sotilas had Linna de mogelijkheid te werken aan zijn trilogie Täällä Pohjantähden alla. De trilogie vertelt het verhaal over het dagelijks leven in een dorp in de provincie Häme gedurende 70 jaar van de recente Finse geschiedenis. Het eerste deel verscheen in 1959.
Naast romans schreef Linna ook essays, waarin hij de moderne democratische maatschappij aanhangt, maar ook bekritiseert.